# Sydlig gråspetsvivel
Sydlig gråspetsvivel (Apion melancholicum) är en skalbaggsart som beskrevs av Wencker 1864. Sydlig gråspetsvivel ingår i släktet Apion, och familjen spetsvivlar. Enligt den finländska rödlistan är arten nära hotad i Finland. Enligt den svenska rödlistan är arten nära hotad i Sverige. Arten förekommer i Götaland. Artens livsmiljö är åsmoskogar.